# Evan Patak
Evan Hoburg Patak (Santa María (California), 23 de junio de 1984) es un jugador profesional de voleibol americano, juego de posición opuesto. 

## Palmarés

### Clubes
Copa de Austria :
- 2009

Campeonato de Austria:
- 2009

Campeonato de Corea del Sur:
- 2011

### Selección nacional
Universiadas:
- 2003, 2007

Copa Panamericana:
- 2008
- 2011

Liga Mundial:
- 2008
- 2012

Campeonato NORCECA:
- 2009, 2011

## Premios individuales
- 2008: Jugador más valioso (MVP) y mejor servicio Copa Panamericana
- 2009: Mejor servicio Campeonato NORCECA